# ثورنتون لانکاشر
ثورنتون لانکاشر (به انگلیسی: Thornton) یک شهرک در بریتانیا است که در شمال غربی انگلستان واقع شده‌است.